# Синій Яр
Синій Яр (рос. Синий Яр) — село Усть-Коксинського району, Республіка Алтай Росії. Входить до складу Усть-Коксинського сільського поселення.
Населення — 6 осіб (2015 рік).